# صرخة النجدة
«صرخة النجدة» هي الحلقة الحادية عشر في الموسم الثاني من مسلسل الرسوم المتحركة الأمريكي ستيفن البطل، حيث عرضت في 13 يوليو 2015 على كرتون نتورك وشاهده 1.714 مليون مشاهد. الحلقة من كتابة ولوحة قصة من قبل جو جونستون وجيف لو.

## الإنتاج
حلقات ستيفن البطل من كتابة ولوحة قصة جو جونستون وجيف لو، في حين أن كي-يونغ باي وجين-هي بارك مخرجا رسوم متحركة، وجاسمين لاي مخرجة فنية.

### الموسيقى
تتضمن الحلقة أغنية "Tower of Mistakes". الأغنية من كتابة جيف لو وتتضمن غناء من ميكيلا دايتز بدور أميثيست.

## وصلات خارجية
- صرخة النجدة على موقع IMDb (الإنجليزية)